# 芦林湖

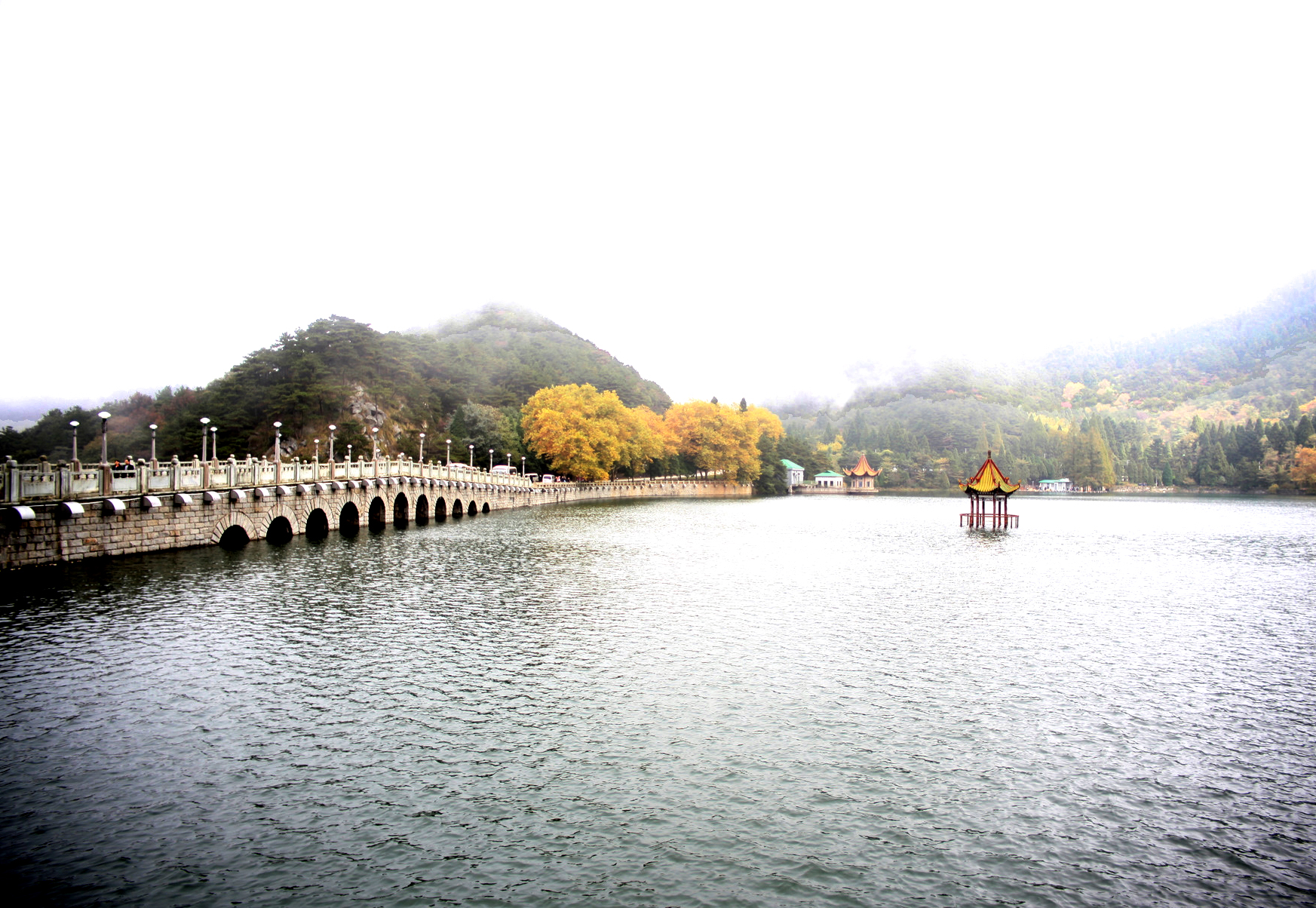
芦林湖

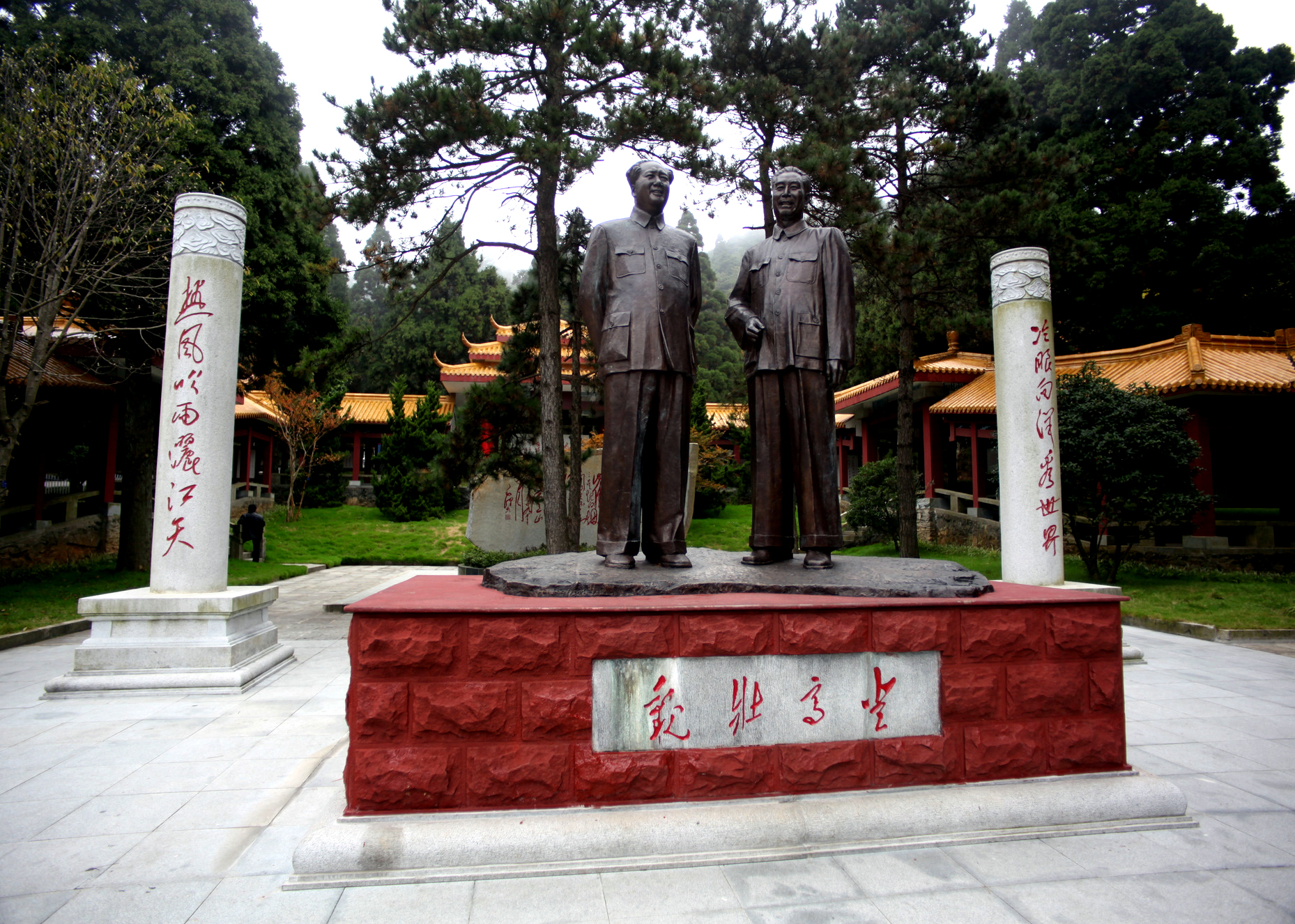
毛泽东庐山诗词苑

芦林湖是中国江西省庐山山顶部山谷中的一个人工湖，面积约9公顷，海拔1040米，修建于1954年到1955年。拦截湖水的石坝大桥（芦林桥）长120米，高32米。此湖为牯岭居民的主要水源。芦林湖被周围的玉屏、星洲两峰所环抱，景色优美。 1993年，庐林一号别墅为毛主席旧居。毛泽东百年诞辰时，芦林桥桥头兴建毛泽东庐山诗词苑。